# Lärm
Lärm va ser una banda neerlandesa de thrashcore, formada l'any 1981.
Va ser una de les bandes de hardcore punk ràpid i sorollós més destacades de la primera època, pionera del grindcore i de l'estil punk straight edge a Europa, a més de fundadors de l'escena straight edge comunista als Països Baixos.
Es van dissoldre el 1987 i, a continuació, la majoria dels membres van formar el grup Seein' Red. Tanmateix, van tornar a ajuntar-se breument el 1995 després d'haver publicat una compilació en forma d'EP titulada Extreme Noise Terrorism.
L'any 2003, es van reunir de nou sota el nom de Lärm As Fuck, van gravar algunes cançons i van fer alguns concerts, fins que el 2012 van fer el seu concert de comiat.

## Membres
- Meno - veu
- Paul - guitarra
- Dorien - guitarra
- Joss - baix
- Olav - bateria

## Discografia

### Àlbums d'estudi
- 1986: Straight On View

### EP
- 1986: No One Can Be That Dumb
- 1987: Nothing Is Hard in This World if You Dare to Scale the Heights
- 1995: Destroy Sexism
- 1995: Extreme Noise Terrorism

### Lärm As Fuck
2004: Campaign For Musical Destruction (compartit amb Humus)